# Арсенал (албум)
Aрсенал је четврти компилацијски албум Арсена Дедића, који излази 1981. године. Албум издаје Југотон, и он садржи популарне песме аутора настале између 1963. и 1976. године и поново снимљене у Загребу и Милану 1981. године. Продуценти су Арсен Дедић и Стипица Калођера, а на омоту плоче је портрет певача, рад академског сликара Миљенка Станчића.